# 东阿县
东阿县位于中华人民共和国山东省西部、黄河北岸，是聊城市所辖的一个县。縣人民政府铜城街道文化街116號。

## 历史
东阿置邑，始见《春秋》，名柯；原属卫国，后属齐国。战国改称阿，仍隶齐国。秦始称东阿，属东郡。旧志称：“东阿，古之名邑也，会盟征战，废垒遗墟，见于经史者不一而足。”
汉置东阿县，属东郡。
历经两千多年，东阿县多次更名，隶属关系也多次变动。隶属关系变更除因改朝换代外，黄河多次改道也影响了东阿县隶属关系变动。
1947年冬，县机关迁驻铜城。
1949年8月，原属东阿黄河以东村镇划归平阴县，西南张秋一带划归阳谷县，原属平阴河西部分、聊城的部分地域并入东阿，茌平与东阿交错为邻的村庄，以赵牛河为界北归茌平、南属东阿。
新中国成立，作为聊城地区下辖县归平原省管辖。1952年，平原省撤销，聊城全部划归山东省管辖。

## 人口
根據第七次全国人口普查數據，截至2020年11月1日零時，東阿縣常住人口為346053人。

## 地理位置
东阿县位于山东省聊城市东南部，地形地貌特点为黄河下游冲击平原。正东方向与山东省省会济南市下属平阴县隔黄河相望，东南方向与泰安市东平县隔黄河相望，西面与聊城市东昌府区相邻，北面与聊城市茌平县相邻，东北方向与德州市齐河县相邻，西南与聊城市阳谷县相邻。黄河位于东阿县东南部，黄河也为东阿县与东平县、平阴县的分界河。地处东经116°02′至116°33′，北纬36°07′至36°33′。土地总面积729平方千米。

## 经济
东阿县政府官网公布：2017年上半年，全县生产总值完成109.2亿元，增长7.5%；社会消费品零售总额达到21亿元，增长9.9%；公共财政预算收入完成7.1亿元，同口径增长5.38%；固定资产投资完成39.78亿元，增长17%；城乡居民人均可支配收入分别达到11626元、6283元，增长8.3%和8.9%。

## 语言
东阿本地话属于冀鲁官话。东阿县西南刘集镇少数居民也说中原官话。

## 民族
全县绝大部分人口为汉族，极少数为其它少数民族。

## 气候
东阿县气候属于典型的温带季风气候。夏季高温多雨，冬季寒冷干燥、多西北风，季风性特点显著。最低温度通常出现在每年元月份，可达-10°C以下；最高温度通常出现在每年七月份，可达35°C以上。
冬春季存有寒潮、沙尘暴、霜冻等有害天气；夏季诸如雷雨、大风、冰雹强对流天气时有发生。
自2011-01-01到2018-07-01，东阿共出现多云1383天，晴743天，雨417天，阴76天，雪48天，10天气象资料不详。

## 行政区划
东阿县下辖2个街道办事处、8个镇：
铜城街道、新城街道、刘集镇、牛角店镇、大桥镇、高集镇、姜楼镇、姚寨镇、鱼山镇和陈集镇。

## 交通
- 105国道、 341国道过境。

## 特产
- 东阿阿胶：为中医药文化的代表，以独特的医药保健价值及浓厚的文化底蕴闻名。阿胶在汉唐至明清一直为贡品。李时珍《本草纲目》载：“阿胶，本经上品，弘景曰出东阿故名阿胶”。

## 旅游资源
曹植墓：曹植，是三国时期魏国著名文学家、曹操三子。曹植墓位于山东省聊城市东阿县鱼山镇鱼山村，依山而建。据《三国志-魏志-任城陈萧王传十九》记载：“初，植登鱼山，临东阿，喟然有终焉之心，遂营为墓。”，这是有关曹植墓位置最为权威的记载。
曹植墓室分甬道、前室、后室3部分。1951年，平原省文物管理委员会曾清理出土文物132件，其中除玛瑙珠、玛瑙泡、青玉璜数件较精外，其他大部为陶制明器，象车、案、壶、盆、鸡、狗、鹅、鸭之类的文物。
1996年11月，曹植墓被国务院公布为全国重点文物保护单位。
1998年，山东省文物局拨出专款，对曹植墓进行了修建，建成了现在的陵园。

## 名人
Category: 东阿人